# El Cimiento, Chiapas
El Cimiento är en ort i Mexiko.   Den ligger i kommunen Ixhuatán och delstaten Chiapas, i den sydöstra delen av landet, 700 km öster om huvudstaden Mexico City. El Cimiento ligger 494 meter över havet och antalet invånare är 248.
Terrängen runt El Cimiento är varierad. El Cimiento ligger nere i en dal. Runt El Cimiento är det ganska tätbefolkat, med 72 invånare per kvadratkilometer. Närmaste större samhälle är Pueblo Nuevo Jolistahuacan, 19,0 km söder om El Cimiento. I omgivningarna runt El Cimiento växer i huvudsak städsegrön lövskog.